# Baraita de Rabí Ismael
La Baraita de Rabí Ismael (en hebreo: ברייתא דרבי ישמעאל‎) es una baraita que explica las 13 reglas de interpretación formuladas por el Rabí Ismael y su aplicación mediante ilustraciones del Torá. Este nombre suele aplicarse también a la primera parte de la baraita, es decir, la sola enumeración de las trece reglas sin la explicación. La baraita constituye la introducción al midrás del Levítico (Sifrá), y lo precede en todas las  ediciones. 

## Las 13 Reglas
Las trece reglas fueron compiladas por Rabí Ismael b. Eliseo con la finalidad de elucidar la Torá y sacar deducciones halájicas a partir de ella. Estrictamente hablando, se trata de una amplificación de las siete Reglas de Hillel.
(La pronunciación cambia en diferentes tradiciones)
1. Kal va-Jomer: a minore ad maius - a partir de lo más pequeño, se puede inferir lo más grande (principio idéntico a la primera regla de Hillel).
2. Guezerah shavah: Una analogía o inferencia de un versículo a otro (idéntico a la segunda regla de Hillel).
3. Binyan ab: Reglas deducidas de un solo pasaje, y reglas deducidas por dos pasajes. (esta regla es una combinación de la tercera y cuarta reglas de Hillel.)
4. Kelal u-frat: Lo general y lo particular.
5. u-frat u-kelal: Lo particular y lo general.
6. Kelal u-frat u-kelal: Lo general, lo particular, y lo general.
7. Lo general que requiere clarificación mediante lo particular, y lo particular que requiere clarificación por lo general.
8. Lo particular implicado en lo general y exceptuado de él por motivos pedagógicos dilucida tanto lo general como lo particular.
9. Lo particular implicado en lo general pero exceptuado de él a causa de una regulación especial que corresponde en concepto a lo general, es aislado para disminuir, y no para incrementar, la rigidez de su aplicación.
10. Lo particular implicado en lo general y exceptuado de él a causa de alguna otra regulación especial que no corresponde en concepto a lo general, no es aislado ni para disminuir ni para incrementar la rigidez de su aplicación.
11. Lo particular implicado en lo general y exceptuado de él a causa de una decisión nueva y luego retirada tan solo puede referirse a lo general en caso de que el pasaje en consideración haga una referencia explícita a él.
12. Deducción a partir del contexto.
13. Cuándo dos pasajes bíblicos se contradicen mutuamente, la contradicción en cuestión tiene que ser solucionada por referencia a un tercer pasaje.

Las reglas siete a once se han formado mediante la subdivisión de la quinta regla de Hillel; la regla doce corresponde a la séptima regla de Hillel, pero está ampliada en algunos particulares; la regla trece no aparece en Hillel; la sexta regla de Hillel es omitida por R. Ismael.